# Istituto Italiano di Studi Germanici
Das Istituto Italiano di Studi Germanici (IISG) ist ein italienisches außeruniversitäres Forschungsinstitut für germanistische Studien mit Sitz in Rom.
Es wurde 1932 auf Initiative von Giovanni Gentile gegründet und hat seinen Sitz in der Villa Sciarra-Wurts auf dem Gianicolo, einem der Hügel Roms.

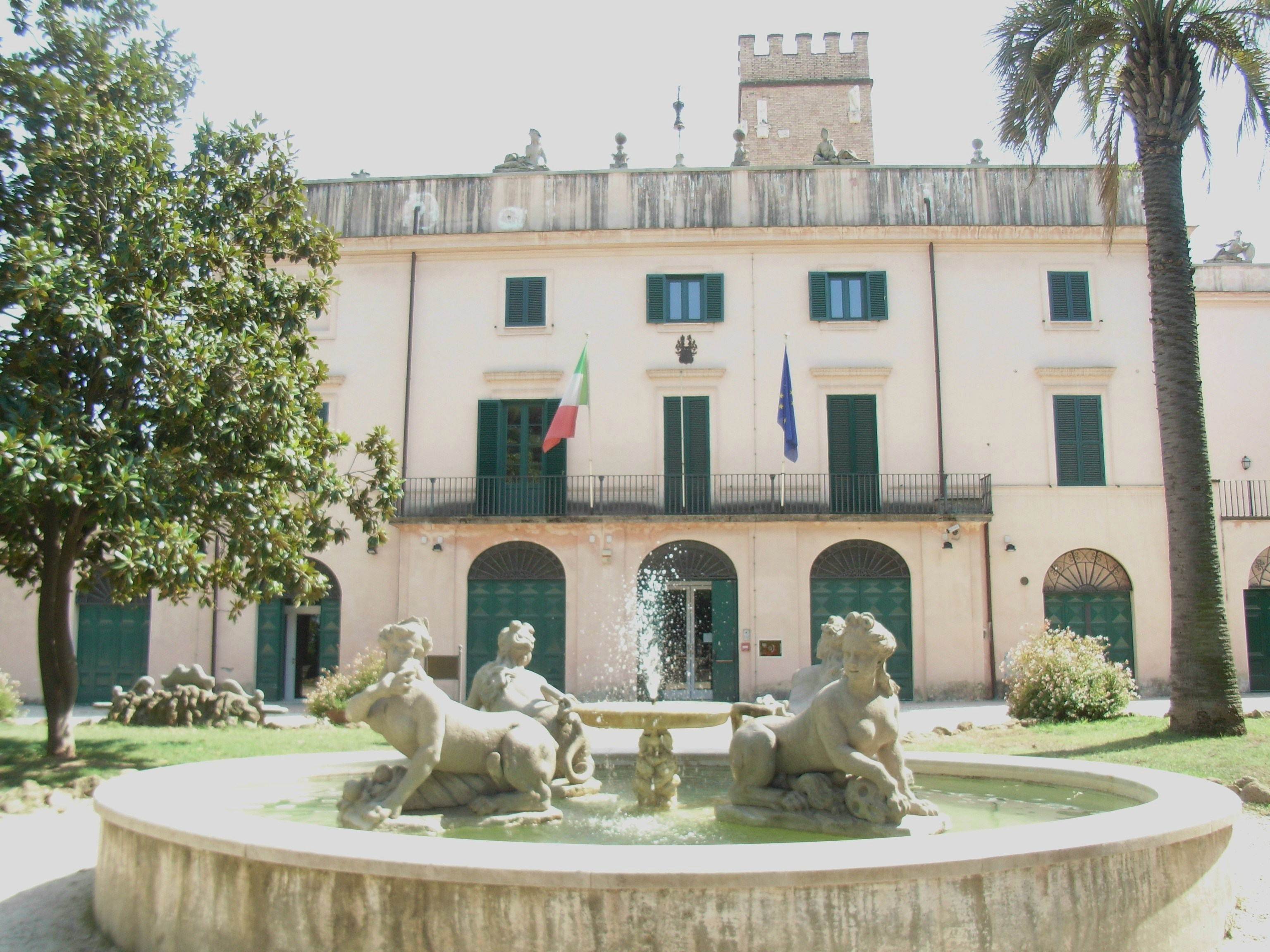
Villa Sciarra (2009)

Das Institut widmet sich insbesondere dem kulturellen und wissenschaftlichen Austausch zwischen Deutschland und Italien. Zu diesem Zweck werden Konferenzen, Lesungen und Buchpräsentationen organisiert. Das Institut gibt diverse Publikationen heraus, darunter ein Verzeichnis der Hochschullehrer der Germanistik an italienischen Universitäten, Tagungsbände und Schriftenreihen sowie eine mehrsprachige Zeitschrift unter dem Titel Studi Germanici (seit dem Jahre 1935 und in neuer Folge seit 1963).